# Aldea del Cano
Aldea del Cano là một đô thị trong tỉnh Cáceres, Extremadura, Tây Ban Nha. Theo điều tra dân số 2006 (INE), đô thị này có dân số là 751 người.

## Biến động dân số
| 762 | 760 | 777 | 801 | 785 | 772 | 737 | 742 | 742 | 744 | 743 |